# Tau Puppis
Tau Puppis (τ Pup / τ Puppis) è una stella gigante arancione di magnitudine 2,93 situata nella costellazione della Poppa. Dista 183 anni luce dal sistema solare.

## Osservazione
Si trova nella parte meridionale della costellazione, al confine con la Carena, nell'emisfero celeste australe. La sua posizione è fortemente australe e ciò comporta che la stella sia osservabile prevalentemente dall'emisfero sud, dove si presenta circumpolare anche da gran parte delle regioni temperate; dall'emisfero nord la sua visibilità è invece limitata alle regioni temperate inferiori e alla fascia tropicale. La sua magnitudine pari a 2,9 le consente di essere scorta con facilità anche dalle aree urbane di moderate dimensioni.
Il periodo migliore per la sua osservazione nel cielo serale ricade nei mesi compresi fra dicembre e maggio; nell'emisfero sud è visibile anche all'inizio dell'inverno, grazie alla declinazione australe della stella, mentre nell'emisfero nord può essere osservata limitatamente durante i mesi della tarda estate boreale.

## Caratteristiche fisiche
Tau Puppis è una binaria spettroscopica; la stella principale è una gigante arancione di tipo spettrale K0III. Data la sua massa, oltre 3 volte quella solare, dopo poche centinaia di milioni di anni di vita è già uscita dalla sequenza principale e sta ora fondendo elio nel suo nucleo in elementi più pesanti, tramite il processo tre alfa. In questa fase la stella ha già aumentato il raggio fino a 26 volte quello del Sole, e si è avviata verso l'ultima parte della sua esistenza. La stella ha una magnitudine assoluta di -0,81, e considerando anche la radiazione infrarossa emessa la sua luminosità è 270 volte quella del Sole.
La compagna spettroscopica non è ben identificata, ruota attorno alla principale in 2,9 anni alla distanza media di 3 U.A., e considerando le misurazioni sulla principale si tratta probabilmente di una nana rossa.